# Acianthera cabiriae
Acianthera cabiriae är en orkidéart som beskrevs av Pupulin, G.A.Rojas och J.D.Zuñiga. Acianthera cabiriae ingår i släktet Acianthera och familjen orkidéer.
Artens utbredningsområde är Costa Rica. Inga underarter finns listade i Catalogue of Life.